# Moreira Leonardo
Leonardo Moreira (盛礼良 レオナルド Moreira Leonardo, sinh ngày 4 tháng 2 năm 1986) là một cầu thủ bóng đá người Nhật Bản. Hiện tại anh thi đấu cho đội bóng tại Giải bóng đá Nhật Bản FC Maruyasu Okazaki.

## Thống kê câu lạc bộ
Tính đến 1 tháng 1 năm 2018.
| Câu lạc bộ           | Mùa giải            | Giải vô địch | Giải vô địch | Cúp Hoàng đế Nhật Bản | Cúp Hoàng đế Nhật Bản | J.League Cup | J.League Cup | Tổng    | Tổng      |
| Câu lạc bộ           | Mùa giải            | Số trận      | Bàn thắng    | Số trận               | Bàn thắng             | Số trận      | Bàn thắng    | Số trận | Bàn thắng |
| -------------------- | ------------------- | ------------ | ------------ | --------------------- | --------------------- | ------------ | ------------ | ------- | --------- |
| Japan Soccer College | 2005                | 0            | 0            | 1                     | 0                     | -            | -            | 1       | 0         |
| Japan Soccer College | 2006                | 13           | 13           | 1                     | 0                     | -            | -            | 14      | 13        |
| Sagan Tosu           | 2007                | 27           | 5            | 3                     | 0                     | -            | -            | 30      | 5         |
| Sagan Tosu           | 2008                | 27           | 4            | 2                     | 0                     | -            | -            | 29      | 4         |
| Tokyo Verdy          | 2009                | 3            | 0            | -                     | -                     | -            | -            | 3       | 0         |
| Tochigi SC           | 2009                | 14           | 1            | 1                     | 0                     | -            | -            | 15      | 1         |
| Tochigi SC           | 2010                | 10           | 0            | -                     | -                     | -            | -            | 10      | 0         |
| Giravanz Kitakyushu  | 2010                | 16           | 2            | 2                     | 0                     | -            | -            | 18      | 2         |
| Giravanz Kitakyushu  | 2011                | 32           | 5            | 1                     | 0                     | -            | -            | 33      | 5         |
| Giravanz Kitakyushu  | 2012                | 13           | 3            | 0                     | 0                     | -            | -            | 13      | 3         |
| Japan Soccer College | 2013                | 14           | 23           | -                     | -                     | -            | -            | 14      | 23        |
| Blaublitz Akita      | 2014                | 26           | 8            | 2                     | 2                     | -            | -            | 28      | 10        |
| Blaublitz Akita      | 2015                | 16           | 2            | 2                     | 0                     | -            | -            | 18      | 2         |
| ReinMeer Aomori      | 2016                | 24           | 2            | –                     | –                     | –            | –            | 24      | 2         |
| FC Maruyasu Okazaki  | 2017                | 27           | 7            | 1                     | 2                     | –            | –            | 28      | 9         |
| Tổng cộng sự nghiệp  | Tổng cộng sự nghiệp | 262          | 75           | 16                    | 4                     | -            | -            | 278     | 79        |